# Dual in-line package

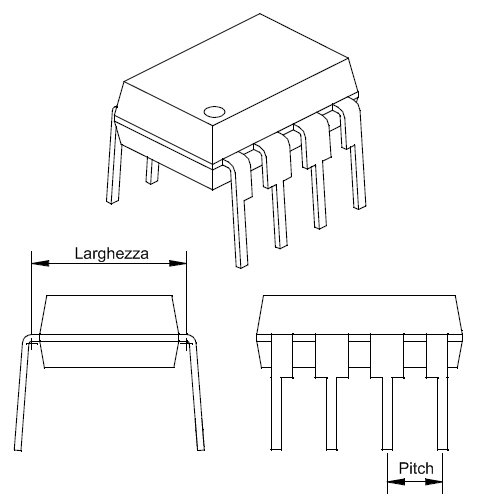
Um encapsulamento DIP de 8 pinos

Dual in-line package (‘pacote duplo em linha’, abreviado "DIP" ou "DIL") é um tipo de encapsulamento de circuitos integrados e de componentes discretos, como transistores, resistores e capacitores, feito de plástico epóxi opaco ou de cerâmica. Seu encaixe ou mesmo sua colagem através de solda em placas de circuito impresso pode ser feita fácil e manualmente.
O CI 555 é um exemplo de invólucro DIP com duas fileiras de quatro condutores verticais. O encapsulamento foi inventado em 1964 por Don Forbes, Rex Rice e Bryant Rogers, da empresa de semicondutores Fairchild.Eram denominados de SSI (Small Scale Integration), ou seja, baixa escala de integração, apresentado num pequeno chip (pastilha) da ordem de 3 mm² de área, com 2 a 20 funções e cerca de uma centena de transistores.

## Conceitos
Em microeletrônica, um invólucro em linha dupla (DIP), às vezes chamado de DIL, é um tipo de dispositivo eletrônico com um formato retangular e duas fileiras paralelas de conectar pinos, que são todos paralelos, apontados para baixo e se estendem além da parte inferior do pacote pelo menos o suficiente para passar pelo furo montado em uma placa de circuito impresso, ou seja, para passar por orifícios (furos) e ser soldado do outro lado; às vezes também é considerado como sinônimo de "duplo em linha", caso em que essa denominação não é redundante. Geralmente, um DIP é definido como qualquer embalagem retangular com duas fileiras paralelas de pinos uniformemente espaçadas apontando para baixo, se contém um chip ou outro(s) dispositivo(s) e se os pinos emergem das laterais da embalagem e dobre para baixo ou saia diretamente do fundo
da embalagem e são totalmente retos. Especificamente, o termo refere-se a um IC (circuito integrado) com condutores dobrados nas laterais.
Um DIP é geralmente referido como um DIPn, onde n é o número total de pinos. Ao permitir a integração de circuitos de forma mais densa que os invólucros redondos metálicos anteriores (como o TO-8), tornou-se possível construir sistemas complexos como computadores sofisticados. O DIP foi bem adequado para equipamentos de montagem automatizada; uma placa de circuito impresso pode ser preenchido com pontuações ou centenas de circuitos integrados, podendo ser soldados todos os dispositivos de uma só vez (por exemplo, em máquina de solda por onda) e repassados para máquinas de teste automatizadas, com pouco trabalho humano. Até o final do século 20, a maioria dos CIs foram montados na superfície, o que permitiu maior redução no tamanho e peso dos sistemas. Os chips DIP ainda são populares para a montagem de protótipos  de circuito em uma placa de ensaio pela facilidade com que eles podem ser inseridos e utilizados, porém, estão gradualmente perdendo a importância.
Durante a década de 1990, além dos novos formatos, os integrados abaixo de 20 pinos foram fabricados em formato DIP. Desde os anos 2000, os dispositivos mais recentes geralmente não estão mais disponíveis neste formato, embora muitos ainda são. Os DIPs podem ser montados em uma placa de circuito diretamente usando solda ou soquete DIP; este permite fácil substituição de um integrado e elimina o risco de danos por superaquecimento durante a soldagem, já que o dispositivo é inserido no soquete, e são de longe os tipos de montagem mais comuns para componentes DIP. Os DIPs também podem ser fácil e convenientemente usado com protoboards; este é um arranjo de montagem temporário para circuitos e desenvolvimento de projetos ou testes de dispositivo. Alguns amadores, por exemplo - fora da construção ou prototipagem definitiva - usam ponto para fiação de ponto com DIPs.

## Fabricação
O corpo (invólucro) de um DIP contendo um chip é geralmente feito de plástico ou cerâmica moldada em duas metades, uma superior e outra inferior, unidas e seladas em uma costura. Os pinos emergem dos lados mais longos da embalagem ao longo da costura, paralelos aos planos superior e inferior da embalagem e são dobrados para baixo aproximadamente 90 graus ou um pouco menos, deixando-os ligeiramente inclinados para fora da linha central do corpo da embalagem (o SOIC, pacote SMD que mais se assemelha a um DIP típico, parece essencialmente o mesmo, apesar da escala de tamanho, exceto que, depois de dobrado, os pinos são dobrados novamente para cima em um ângulo igual para ficarem paralelos ao plano inferior da embalagem).
Em embalagens de cerâmica (CERDIPs), um epóxi ou argamassa é usado para vedar hermeticamente as duas metades juntas, proporcionando uma vedação ao ar e à umidade para proteger o CI dentro. Embalagens plásticas DIP (PDIP) são geralmente seladas pela fusão ou cimentação das metades plásticas ao redor dos condutores, mas um alto grau de hermeticidade não é alcançado porque o próprio plástico é geralmente um pouco poroso à umidade e o processo não pode garantir uma boa vedação microscópica entre os condutores e o plástico em todos os pontos ao redor do perímetro. No entanto, os contaminantes ainda são mantidos suficientemente longe para que o dispositivo possa operar de forma confiável por décadas com cuidado razoável em um ambiente controlado.
Além disso, um grande encapsulamento DIP (como o DIP64 usado pela CPU 68000 da Motorola) incorpora comprimento de chumbo substancial dentro do pacote entre os pinos localizados em direção às suas extremidades e o chip em seu centro, tornando-o inadequado para processadores de alta velocidade (acima de algumas centenas de megahertz), que exigem que o comprimento do condutor seja mantido no mínimo. O 68000 funcionava com velocidades menores que 20 MHz, então isso não foi um problema. Alguns outros tipos de dispositivos DIP são construídos de forma muito diferente. A maioria destes tem carcaças de plástico moldado e pinos retos ou guias que se estendem diretamente para fora da parte inferior da embalagem. Para alguns, especialmente os displays de LED, o invólucro é geralmente uma caixa de plástico oca com a parte inferior/traseira aberta, preenchida (ao redor dos componentes eletrônicos contidos) com um material epóxi translúcido duro do qual emergem os chumbos. Outros, como interruptores DIP, são compostos de duas (ou mais) peças de carcaça de plástico encaixadas, soldadas ou coladas em torno de um conjunto de contatos e pequenas peças mecânicas, com os condutores emergindo n orifícios ou entalhes no plástico.
Para EPROMs, que podem ser apagadas pela luz ultravioleta, alguns DIPs, geralmente de cerâmica CERDIPs, foram fabricados com uma janela circular de quartzo transparente no centro das embalagens como um tempo programável. (na verdade, eram os mesmos chips apagáveis, mas não havia como conseguir radiação ultravioleta para apagá-los). Os mesmos encapsulamentos com e sem janelas também foram usados para microcontroladores, e talvez outros dispositivos, contendo EPROM. A natureza das versões sem janelas foi às vezes um requisito necessário do cliente (ou seja, para evitar que seus usuários finais modificando as informações armazenadas, que podem incluir bits de controle de acesso para desabilitar fora do código proprietário ou de fábrica modos de teste que foram desativados após o teste final). CERDIP - PROMs empacotados foram usados para o BIOS ROM de PCs da IBM (que eram fabricados em quantidades limitadas o suficiente para tornar o PROM uma escolha econômica), muitas vezes com uma fita (ou papel comum) adesiva que cobre a janela para evitar apagamento inadvertido através da exposição à luz ambiente.

## Dimensões
Os DIPs mais comuns têm um espaçamento (passo) de chumbo de 2,54 mm e um espaçamento de linha de 7,62 mm ou 15,24 mm. Em alguns contextos, o termo DIP, especialmente PDIP ou CERDIP, implica este espaçamento. O número de pinos é sempre par; contagens típicas de pinos são 8 ou de 14 a 24 (e, menos comumente, 28) para 0,3 in, e 24, 28, 32 ou 40 (menos comumente, 36, 48 ou 52) para 0,6 in. (existem DIPs de pinos contendo optoisoladores, por exemplo). Quando é preciso diferenciar entre duas larguras para a mesma contagem de pinos, o termo "Skinny DIP" é usado informalmente para se referir à versão 0.3. Os padrões JEDEC também especificam arquivos e embalagens menos comuns com um espaçamento de linha de 0,4 pol (10,16 mm) ou 0,9 pol (22,86 mm) com contagem de até 64. Outras variantes padronizadas incluem um passo de chumbo mais denso de 0,07 pol (1,778 mm) em um espaçamento entre linhas de 0,3 pol., 0,6 pol. ou 0,75 pol.